# Cobá (Ort)
Cobá ist ein Ort in Mexiko, gelegen im Nordosten der Halbinsel Yucatán im Bundesstaat Quintana Roo nahe der Grenze zum benachbarten Yucatán.

## Geografie
Das Dorf Cobá liegt westlich der Fernstraße Tulum–Valladolid, ca. 42 km nordwestlich von Tulum. Es ist mit einer ca. 1 km langen Stichstraße angebunden. Der Ort liegt 15 m oberhalb des Meeresniveaus.
Cobá gehört zum 2008 neugegründeten Municipio Tulum. Beim Zensus im Jahr 2020 hatte sie 1738 Einwohner.

## Kultur und Sehenswürdigkeiten
Das Dorf Cobá liegt beim Areal der ehemaligen Maya-Stadt Cobá. Deren Ruinen befinden sich vor allem östlich der Ansiedlung.

## Verkehr
Cobá ist Haltepunkt der Fernbusverbindung Tulum–Valladolid.